# Мицуке
Мицуке (яп. 見附市 Мицукэ-си) — город в Японии, расположенный в центральной части префектуры Ниигата. Основано 31 марта 1954 года путём слияния посёлка Мицуке с сёлами Ниигата, Кацумаки и Уэкитадани уезда Минамиуонума.
Площадь города составляет 77,96 км², население — 40 848 человек (1 августа 2014), плотность населения — 523,96 чел./км².